# سارة رافيرتي
سارة رافيرتي (بالإنجليزية: Sarah Rafferty)‏ (من مواليد 6 ديسمبر 1972)، ممثلة أفلام وتلفزيون أمريكية، اشتهرت بأداء شخصية «دونا» في مسلسل الدعاوي (بالإنجليزية: Suits) الذي من إنتاج شبكة يو اس ايه نيتورك.
كما ظهرت في العديد من المسلسلات التلفزيونية والأفلام الأخرى.

## روابط خارجية
- سارة رافيرتي على موقع IMDb (الإنجليزية)
- سارة رافيرتي على موقع ميتاكريتيك (الإنجليزية)
- سارة رافيرتي على موقع روتن توميتوز (الإنجليزية)
- سارة رافيرتي على موقع ألو سيني (الفرنسية)
- سارة رافيرتي على موقع أول موفي (الإنجليزية)
- سارة رافيرتي على موقع قاعدة بيانات الفيلم (الإنجليزية)
- سارة رافيرتي على موقع كينوبويسك (الروسية)